# Psilurus incurvus
Psilurus incurvus är en gräsart som först beskrevs av Antoine Gouan, och fick sitt nu gällande namn av Schinz och Albert Thellung. Psilurus incurvus ingår i släktet Psilurus och familjen gräs. Inga underarter finns listade i Catalogue of Life.